# El Roa
El Roa är en ort i Mexiko.   Den ligger i kommunen La Misión och delstaten Hidalgo, i den sydöstra delen av landet, 190 km norr om huvudstaden Mexico City. El Roa ligger 1 375 meter över havet och antalet invånare är 175.
Terrängen runt El Roa är bergig åt nordost, men åt sydväst är den kuperad. Runt El Roa är det ganska glesbefolkat, med 42 invånare per kvadratkilometer. Närmaste större samhälle är Jacala, 13,9 km sydväst om El Roa. I omgivningarna runt El Roa växer huvudsakligen savannskog.